# Малыгин (разъезд)
Малы́гин — населённый пункт, входящий в состав Большежуковского сельского поселения Дятьковского района Брянской области России.

## История
Населённый пункт официально называется «железнодорожная станция Малыгин» и получил название по объекту железнодорожной инфраструктуры.

## География
Расположен в 7 км к югу от города Дятькова. По официальным данным имеется единственная улица — Вокзальная, которой нет на местности; для постоянного проживания до последнего времени использовалось 6 домохозяйств.

## Население
| 1979 | 1989 | 1999 | 2002 | 2010 | 2013 |
| ---- | ---- | ---- | ---- | ---- | ---- |
| 29   | ↘10  | ↘9   | →9   | ↘1   | ↗4   |

В 2018 году в посёлке остался один жилой дом, в котором постоянно проживает один человек.

## Инфраструктура
Путевое хозяйство. Действует железнодорожная платформа Малыгин на перегоне Дятьково — Любохна линии Вязьма — Фаянсовая — Брянск

## Транспорт
Доступен автомобильный и железнодорожный транспорт.
Просёлочные дороги с выездом на трассу регионального значения 15К-201.